# サーベラー
サーベラーは、アニメ「宇宙戦艦ヤマトシリーズ」の登場人物。声優は小宮和枝（『さらば宇宙戦艦ヤマト 愛の戦士たち』）、小原乃梨子（『宇宙戦艦ヤマト2』『さらば（ラジオドラマ版）』）、氷上恭子（PSゲームシリーズ）、甲斐田裕子（リメイクアニメシリーズ）。
白色彗星帝国の最高幹部で、実質的なNo.2。原作のアニメシリーズでは『さらば』と『ヤマト2』に登場するが、両作で設定が大きく異なっている。

## さらば宇宙戦艦ヤマト 愛の戦士たち
役職は総参謀長。常に大帝ズォーダーの傍らに控えており、彼に代わって部下に指示を出してもいる。桃色の肌に白髪で、白いレオタード形のコスチュームを身に付けており、額に赤い逆三角形状のアクセサリーのようなものをつけている。デザイン担当は松本零士、湖川友謙。
白色彗星帝国の軍事力に絶対の自信を持っており、テレサを解放したヤマトへの危惧の念を口にしたラーゼラーを「臆病者」と評するなど、ヤマトのことも特に問題視はしていない。また、デスラーを快く思っておらず、彼の監視役として艦隊司令ミルをつける。デスラーが戦死した後には「（デスラーは）しょせんそれだけの男」と評したが、彼を評価しているズォーダーから「デスラーも死に場所を得たのだ」とたしなめられている。
地球への降伏勧告の猶予時間が過ぎたことをズォーダーに報告して以降は出番がなく、末路は不明。

## 宇宙戦艦ヤマト2
役職は帝国支配庁長官。肌色はペールオレンジで髪は黒髪。服装は青基調・赤基調・紫基調の3種類のドレスがあり、サーベラーの感情描写に合わせて変更されている。また、『さらば』と同様、額に逆三角形状のアクセサリーのようなものをつけている。デザイン担当は小泉謙三。
権力には異常なまでの執着を見せ、謀略に長けている。自身の野望を達成させるためや地位を守るためなら、例え部下や味方であっても切り捨てたり陥れることもいとわない狡猾さも見せる。しかも、自分が直接手を下すことはなく腹心に行動させ、自分は後ろで高みの見物を決め込む一方、窮地の際にはうろたえるだけの姿が描かれるなど、人物像が掘り下げられている。
劇中では第1話から登場。白色彗星帝国と同盟を結んだデスラーを自分の地位を脅かす存在として恐れ、彼を監視するためにミルをガミラス残存艦隊に同行させ、デスラー追い落としの陰謀をゲーニッツと共謀する。第12話から第14話において、作戦行動中のデスラーをズォーダーの命令と偽って都市帝国に帰還させ、ズォーダーにはデスラーの敵前逃亡と報告し、秘密裏に暗殺するために幽閉したうえ、罪を自白したとさらなる嘘をズォーダーに吹き込み、デスラーへの不信を促す。しかし、第18話において、即決裁判のために連行しようとした一瞬の隙を突かれ、デスラーとタランの逃亡を許す。追撃のために艦隊を派遣しようとするが、ズォーダーがデスラーの決死の行動を理解したことにより、陰謀は失敗する。また、ヤマトへの復讐戦に出たデスラーが、古代進を庇った森雪に都市帝国の弱点を教えたことも重なり、これが帝国崩壊の一因となる。
第25話においてヤマトの決死隊が都市帝国へ侵入した際には彼らを侮っており、隔壁を閉めるよう進言したゲーニッツやズォーダーに報告しようとしたラーゼラーを制止し、自分たちで始末すべく迎撃を指揮するが、多くの兵士を失ったうえに都市帝国の崩壊を招く。その驕りと度重なる独断行動、それによって多くの戦死者が発生した事態はズォーダーの逆鱗に触れることとなり、ゲーニッツやラーゼラーらと共に超巨大戦艦への乗艦を拒絶され、崩壊する都市帝国に取り残されて泣き喚く。その後は明確な描写はないが、ゲーニッツやラーゼラーと共に都市帝国の崩壊に巻き込まれて死亡したと思われる。

## PSゲーム版
PS用ゲーム『さらば宇宙戦艦ヤマト 愛の戦士たち』に登場。役職と容姿は『さらば』、劇中での活躍は『ヤマト2』に準拠している。ただし、衣装は顎下から胸部にかけての部分が赤へ変更され、胸部から腹部にかけての部分が素肌へ変更されて臍も明確に見えるなど、露出度が上がっている。また、『ヤマト2』と異なり権力への執着心を見せる描写は特になく、その代わりにズォーダーへの偏愛と異常な独占欲を見せている。リデザイン担当は増永計介。
劇中ではストーリー12「ヒアデス・灯台星系」から登場。ズォーダーに気に入られているデスラーに嫉妬し、彼を陥れるために権謀術数を張り巡らせ、ズォーダーの命令と偽ってデスラーを戦場から帰還させることで敵前逃亡の罪を着せて粛清を図るが、ズォーダーに看破されて叱責される。
『ヤマト2』ルートでは都市衛星崩壊後、ゲーニッツと共に潜宙戦艦で逃走を試みるがデスラーに捕捉され、デスラー砲の一撃を受けて艦ごと消滅する。
『さらば』ルートでは逃走せずに超巨大戦艦へと乗り込み、ズォーダーの傍らでラーゼラーが乗り遅れたこと（死亡報告）を告げる。殲滅戦艦アスタロスをヤマトに撃破された際、他人事のように振る舞う危機感の無い態度がズォーダーの逆鱗に触れ、都市帝国崩壊の責任者として刺殺される。

## リメイクアニメ
『宇宙戦艦ヤマト2199』のサイドストーリー映画である『宇宙戦艦ヤマト2199 星巡る方舟』（以下、『星巡る方舟』）において、シファル・サーベラーというフルネームが設定され、リデザインされて登場。さらに、『さらば』『ヤマト2』のリメイク作品である『宇宙戦艦ヤマト2202 愛の戦士たち』（以下、『2202』）において、桂木透子という、もう1人のサーベラーが新たに登場する。
この2者はどちらも「シファル・サーベラー」が本名だが、本節では、『星巡る方舟』で初登場した方を「シファル・サーベラー」ないし「サーベラー」、『2202』で初登場した方を「桂木透子」として区別する。

### シファル・サーベラー
『星巡る方舟』『2202』に登場する。リデザイン担当は結城信輝。
『星巡る方舟』では、「白銀」（しろがね）という異名を持ち、役職は帝星ガトランティスの丞相、年齢は地球換算で23歳と設定されている。『2202』では、軍事・内政・運航を統率する「白銀の巫女」（）の異名を持つ最高位幕僚と設定されており、前作での「丞相」という肩書きは用いられていない。
『2202』では、ガトランティス人ではなく彼らの創造主「ゼムリア人」の1人であるオリジナルの「シファル・サーベラー」からコピーされた、「純粋体」と呼ばれる存在であることが語られる。自身がコピーであるという自覚はない。また、コピーの際に記憶の一部は封じられているが、今までに何度もその記憶を取り戻しては殺されて新しいコピーが作られ続けていることが、第12話においてガイレーンの口から語られている。
これまでの作品群とはデザインが大きく異なるものに変更されている。容貌は『さらば』準拠だが、肌の色を黄緑に、耳をやや尖ったものにするなどの変更が加えられており、こめかみとつながった太い眉や目じりの化粧の追加などの細かい変更点もある。服装も『さらば』のデザインを基本としているが、レオタードから甲冑のような外見になり、袖とつながったマントを装着している。また、鉄扇を携えている。

#### 劇中での登場（シファル・サーベラー）
宇宙戦艦ヤマト2199 星巡る方舟
本作ではまだ「大帝」の敬称でしか登場しないズォーダーに先駆け、自身は通信の際の等身大ホログラム映像として登場する。ゴラン・ダガームがガミラスへ打撃を与えたヤマトの拿捕に執着し、本来の任務である「静謐の星」（惑星シャンブロウ）の捜索を遅々として進ませない様子を叱責したうえ、静謐の星を発見したことを報告された後もヤマトを撃滅するために星まで傷つける行為を続けるダガームを批判し、しょせんは賊上がりであると嘲笑する。その言葉に逆上したダガームが映像に一太刀浴びせて通信機を破壊したため、以降は登場しない。
豊田巧の小説版では、口調に老人語が混じることがある。
宇宙戦艦ヤマト2202 愛の戦士たち
本作では容姿の設定されたズォーダーと共に登場する。『さらば』『ヤマト2』で白色彗星帝国を象徴していたBGM「白色彗星」（本作では「白色彗星メインテーマ」）は、本作では白色彗星を操るためのシステムの音であり、サーベラーがパイプオルガン似の楽器を弾いて演奏すると設定されている。
第1話では、他の最高位幕僚やバルゼーと共に大帝玉座の間に列席する者として、1カットだけ小さく映る形で登場する。第12話では、白色彗星を操ってヤマトを捕らえるが、自身と同じ「純粋体」である桂木透子との接近を経て共鳴し合い、制限されていたオリジナルの記憶を取り戻してズォーダーを諭すが、彼の手で殺害される。その後、第17話では「ジェネシススフィア」にて新たなコピーとして再生させられるが、共鳴を防止するために都市帝国の制御システムと同調できる範囲で情動を抑制され、人形のような状態となっている。

### 桂木透子
『2202』に登場する。
考古学者であり、古代アケーリアス文明の研究者であるロバート・レドラウズの助手を務めていた人物。ただし、レドラウズとは知己ではなく、第十一番惑星で合流した際が初対面。その正体はサーベラーと同じく、オリジナルの「サーベラー」からコピーされた「純粋体」である。サーベラー同様、自身がコピーであるという自覚はなく、第12話までサーベラーと互いの存在を認知しあっていなかった。
黒髪にペールオレンジの肌色で、眉や耳も地球人の形をしているが、全体的な容貌はサーベラーに近い。
劇中では第3話から登場。第6話での第十一番惑星襲撃時に、他の避難民とともにヤマトに収容される。その後、他の避難民とは異なりヤマトに残留し、ヤマトの情報をガトランティスへ流す。第12話でスパイであるとヤマト乗組員に疑われ、逃走を図るが、その最中に白色彗星がヤマトの至近にワープアウトし、白色彗星を操っていたサーベラーと共鳴を起こす。その一件の後、ヤマトの捕虜となる。しばらくはおとなしくしていたが、第17話でズォーダーからコスモウェーブで指示を受けたような様子を見せる。その後、自分の元を訪れた加藤に遊星爆弾症候群の治療薬のサンプルを渡し「愛が人間を苦しめるゲーム」と称して、その製造データと引き換えにヤマトを裏切るよう唆す。第20話でも変わらず非協力的な態度を取っていたが、古代から「ガトランティスが愛を憎むのは、愛を知り、愛に苦しめられたからではないか？」と問われ、彼と共にゼムリアの語り部たちが見せる過去の映像を見る。このことで心境の変化があったのか、第21話では、ガトランティスへの安全装置「ゴレム」の情報開示を渋る語り部たちに対し、最後のゼムリア人として情報開示を命じ、自身も「ゴレム」がズォーダーの手元にある事を伝える。その後は再び意識を失い、医務室で眠っていたが、ミルが射殺されたのと同時に目を覚まし、ヤマトに運ばれた彼の遺体の前で涙を流す。その後、古代の覚悟を聞き、ゴレムへとヤマトを導くために自動航法装置へと入る。その中で、最上位のコスモウェーブを使って多数のカラクルム級を操り、かく乱工作を行う。だが、そのコスモウェーブがきっかけでズォーダーに自動航法装置内にいることを気付かれ、大量のニードルスレイブを撃ち込まれ、自動航法室の爆発とともに死亡する。

### オリジナルのシファル・サーベラー
『2202』に登場する。
現在のサーベラーたちの元となったゼムリア人の女性。容姿はサーベラーと似ているが、ペールオレンジの肌に茶髪のロングヘアで、赤いドレスを着用している。額の逆三角形状のものは、はっきりアクセサリーと分かる赤い宝石となっている。
約1000年前、ズォーダーとの間に愛を育み、彼の幼生体を自分たちの子供として疑似的な家族関係を築いていた。しかし、ズォーダーがゼムリアに反乱を起こした際に彼に与した結果、子供とともにゼムリアに人質として囚われ、ズォーダーへの取引条件として利用された挙句、親子ともに殺される。
それから約100年後、滅びの方舟による人類抹殺を目論むズォーダーによって、傷ついた肉体を代替細胞で補うことで一時的に蘇生され、方舟起動の鍵（人間が悪であると審判を下す巫女）として捧げられそうになるが、寸前で正気に戻って拒否したため起動は失敗し、ズォーダーにもうやめるよう訴えた後、代替細胞の限界を迎え消滅する。
しかし、この結果に納得しきれなかったズォーダーの命令により、その後記憶を制限したサーベラーのコピーが作られるようになる。
劇中では第8話から存在が匂わされ始め、第12話で容姿がはっきりと登場。そして第20話で上記の過去が語られる。